# 斧头湖
斧头湖是一个位于中国湖北省咸宁、嘉鱼、武昌县的湖泊，面积约为127.6平方千米，平均水深约为1.45米。